# رسملة الدخل للعقار التجاري
يسمى أيضاً أسلوب الدخل ويعتبر من أهم الأساليب للوصول إلى قيمة العقارات التجارية التي تحقق دخل، ويستخدم كذلك عند تقييم الأصول غير العقارية، ويتفرع هذا الأسلوب إلى عدة طرق جميعها تعمل على ترجمة الدخل المحقق أو المحتمل إلى قيمة رأس مالية.
- طريقة الرسملة المباشرة، هذه الطريق شائعة وبسيطة ويتم تحديد معدل الرسملة كنسبة مئوية بما يتوافق مع نوع الأصل والبيئة المحيطة والمخاطر التي تهدد الدخل ومن ثم قسمة صافي الدخل الفعلي أو المتوقع للوصول إلى قيمة الأصل.
- طريقة خصم النقود المستقبلية، هذه الطريقة يفضل استخدامها عندما تكون الدفعات المستقبلية للنقود متغيرة سواء بالزيادة أو النقصان أو في حالات كان الأصل قيد التطوير، ويتم تحديد معدل الخصم المناسب كما سبق ذكره في معدل الرسملة وخصم جميع الدفعات المستقبلية المتوقعة واحتساب قيمتها وقت تقدير القيمة، يجب الانتباه عند استخدام هذه الطريقة ان تكون الدفعة الأخيرة تعكس قيمة الأصل نهاية الفترة، كما يفضل إلا تزيد الفترة عن عشرة سنوات، للمزيد عن الطريقة يرجى زيارة صفحة تدفق نقدي مخصوم.
- طريقة مضاعف الدخل ومكرر الربحية: مضاعف الدخل يعتبر مقلوب معدل الرسملة وهو يعبر عن عدد السنوات التي يتم استرداد رأس المال المستثمر عند شراء الأصل. 